# Tríplice Aliança (1882)

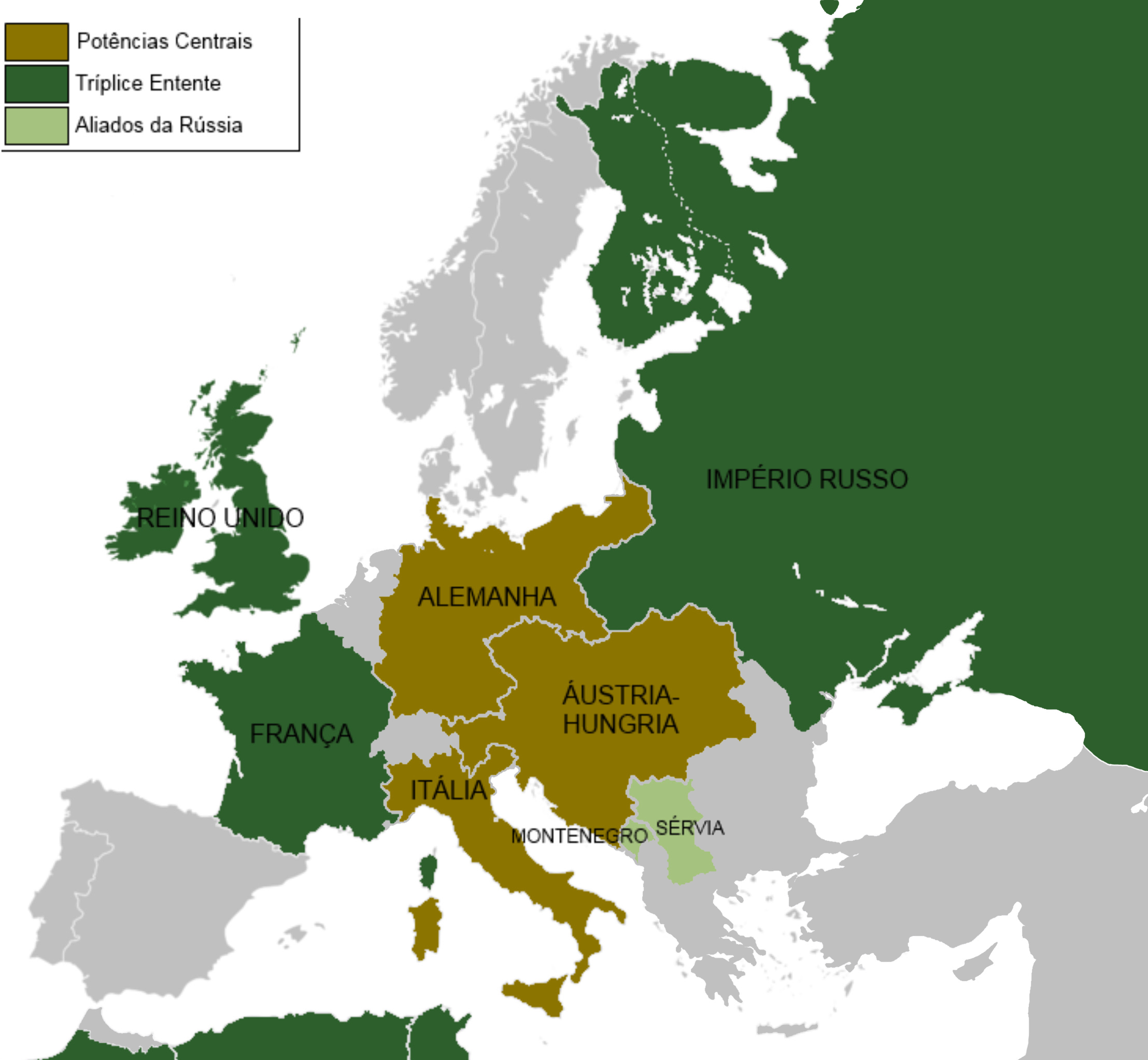
Em castanho, a Tríplice Aliança em 1913.
Em verde, a Tríplice Entente.

A Tríplice Aliança (em alemão:  Dreibund, em italiano:  Triplice Alleanza) foi uma aliança militar defensiva entre o Império Alemão, a Áustria-Hungria e o Reino da Itália. Foi formado em 20 de maio de 1882 e renovado periodicamente até expirar em 1915 durante a Primeira Guerra Mundial. A Alemanha e a Áustria-Hungria eram estreitamente aliadas desde 1879. A Itália buscava apoio contra a França pouco depois de perder as ambições norte-africanas para os franceses. Cada membro prometeu apoio mútuo no caso de um ataque de qualquer outra grande potência. O tratado previa que a Alemanha e a Áustria-Hungria deveriam ajudar a Itália se fosse atacada pela França sem provocação. Por sua vez, a Itália ajudaria a Alemanha se fosse atacada pela França. No caso de uma guerra entre Áustria-Hungria e Rússia, a Itália prometeu permanecer neutra.
Quando o tratado foi renovado em fevereiro de 1887, a Itália ganhou uma promessa vazia de apoio alemão às ambições coloniais italianas no norte da África em troca da amizade contínua da Itália. A Áustria-Hungria teve de ser pressionada pelo chanceler alemão Otto von Bismarck a aceitar os princípios de consulta e acordo mútuo com a Itália sobre quaisquer mudanças territoriais iniciadas nos Balcãs ou nas costas e ilhas dos mares Adriático e Egeu. A Itália e a Áustria-Hungria não superaram seu conflito básico de interesses naquela região, apesar do tratado. Em 1891, tentativas foram feitas para unir a Grã-Bretanha à Tríplice Aliança, que, embora sem sucesso, acreditava-se ter tido sucesso nos círculos diplomáticos russos.
Pouco depois de renovar a Aliança em junho de 1902, a Itália secretamente estendeu uma garantia semelhante à França. Através de um acordo específico, nem a Áustria-Hungria nem a Itália alterariam o status quo nos Balcãs sem consulta prévia.
Em 18 de outubro de 1883, Carlos I da Romênia, através de seu primeiro-ministro Ion C. Brătianu, também havia secretamente prometido apoiar a Tríplice Aliança, mas mais tarde permaneceu neutro na Primeira Guerra Mundial devido a ver a Áustria-Hungria como o agressor.  Em 1 de novembro de 1902, cinco meses após a renovação da Tríplice Aliança, a Itália chegou a um entendimento com a França de que cada um permaneceria neutro no caso de um ataque ao outro.
Quando a Áustria-Hungria se viu em guerra em agosto de 1914 com a rival Tríplice Entente, a Itália proclamou sua neutralidade, considerando a Áustria-Hungria o agressor. A Itália também deixou de cumprir a obrigação de consultar e concordar com compensações antes de mudar o status quo nos Bálcãs, conforme acordado em 1912 na renovação da Tríplice Aliança. Após negociações paralelas com a Tríplice Aliança (que visava manter a Itália neutra) e a Tríplice Entente (que visava fazer a Itália entrar no conflito), a Itália se aliou à Tríplice Entente e declarou guerra à Áustria-Hungria.

## Alemanha
O principal responsável pela Tríplice Aliança foi Otto von Bismarck, o chanceler da Alemanha. Seu principal objetivo era preservar o status quo na Europa depois que ele havia unificado a Alemanha em 1871. Ele estava particularmente preocupado com a França encontrar aliados para ajudá-la a recuperar a Alsácia-Lorena. Ao prometer ajudar a Áustria-Hungria e a Itália em caso de ataque, Bismarck procurou torná-los um tanto dependentes da Alemanha e, portanto, antipáticos às aventuras francesas.

## Áustria-Hungria
No final da década de 1870, as ambições territoriais austríacas na Península Itálica e na Europa Central haviam sido frustradas pela ascensão da Itália e da Alemanha como novas potências. Com o declínio e as reformas fracassadas do Império Otomano, o descontentamento eslavo nos Bálcãs ocupados cresceu, o que tanto a Rússia quanto a Áustria-Hungria viram como uma oportunidade de expansão na região. Em 1876, a Rússia se ofereceu para dividir os Bálcãs, mas o estadista húngaro Gyula Andrássy recusou porque a Áustria-Hungria já era um estado "saturado" e não podia lidar com territórios adicionais.  Todo o império foi, assim, atraído para um novo estilo de manobra diplomática, que foi concebido pela primeira vez por Andrássy, centrando-se na província da Bósnia e Herzegovina, uma área predominantemente eslava que ainda estava sob o controle do Império Otomano.
Na esteira da Grande Crise Balcânica, as forças austro-húngaras ocuparam a Bósnia e Herzegovina em agosto de 1878, e a Áustria-Hungria finalmente anexou a Bósnia e Herzegovina em outubro de 1908 como uma holding comum sob o controle do Ministério das Finanças, em vez de anexá-la à Áustria ou à Hungria. A ocupação da Bósnia-Herzegovina foi um passo dado em resposta aos avanços russos na Bessarábia. Incapaz de mediar entre os impérios otomano e russo sobre o controle da Sérvia, a Áustria-Hungria declarou neutralidade quando o conflito entre os impérios se transformou em guerra.  Para combater os interesses russos e franceses na Europa, uma aliança foi concluída com a Alemanha em outubro de 1879 e com a Itália em maio de 1882.

## Itália
A Itália tinha vários motivos para se juntar à aliança austro-alemã existente. O governo italiano naquela época era controlado por conservadores, que simpatizavam ideologicamente com as duas monarquias. Além disso, a Áustria católica era um protetor tradicional do Vaticano, que a Itália queria absorver. No entanto, talvez o mais importante, a Itália estava buscando potenciais aliados contra a França. O Reino da Itália, como a maioria das outras potências europeias, queria estabelecer colônias e construir um império ultramarino. Embora a França tivesse apoiado a unificação italiana, as ambições coloniais da Itália na África rapidamente a levaram a uma rivalidade com a França. Isso se refletiu na raiva com a tomada francesa da Tunísia em 1881, o chamado Schiaffo di Tunisi pela imprensa italiana, que muitos italianos tinham visto como uma colônia em potencial. Ao aderir à Aliança, a Itália esperava garantir-se apoio em caso de agressão estrangeira. A aliança principal obrigava qualquer país signatário a apoiar as outras partes se dois outros países atacassem. A Alemanha havia vencido uma guerra contra a França em 1870 e era um aliado natural da Itália. Assim, a Itália se viu se conformando com seu inimigo histórico, a Áustria-Hungria, contra o qual a Itália havia travado três guerras nos 34 anos anteriores à assinatura do primeiro tratado.
No entanto, a opinião pública italiana permaneceu pouco entusiasmada com o alinhamento de seu país com a Áustria-Hungria, um inimigo passado da unificação italiana e cujos distritos povoados por italianos no Trentino e na Ístria eram vistos como territórios ocupados por irredentistas italianos. Nos anos que antecederam a Primeira Guerra Mundial, muitos analistas militares ilustres previram que a Itália atacaria seu suposto aliado no caso de um conflito em grande escala. Por sua própria vez, o Estado-Maior Austro-Húngaro manteve pelo menos desde 1903 planos para uma possível guerra contra Roma.  Suspeitas mútuas levaram ao reforço da fronteira e especulações na imprensa sobre uma guerra entre os dois países na primeira década do século 20.  Ainda em 1911, o conde Franz Conrad von Hötzendorf, chefe do Estado-Maior Austro-Húngaro, defendia um ataque preventivo contra o suposto aliado italiano da Áustria.  Essa previsão foi reforçada pela invasão e anexação da Líbia pela Itália, colocando-a em conflito com o Império Otomano apoiado pela Alemanha.

## Romênia
O rei Carlos I da Romênia era de ascendência alemã, o que, combinado com seu desejo de transformar a Romênia em um centro de estabilidade no sudeste da Europa e seu medo da expansão russa e das reivindicações concorrentes sobre a Bessarábia, levou a Romênia secretamente a se juntar à Tríplice Aliança em 18 de outubro de 1883. Apenas o rei e um punhado de políticos romenos de alto escalão sabiam disso. A Roménia e a Áustria-Hungria comprometeram-se a ajudar-se mutuamente em caso de ataque russo, sérvio ou búlgaro. Houve, no entanto, várias disputas entre a Romênia e a Hungria, sendo a mais notável o status e os direitos comunitários dos romenos na Transilvânia. A Romênia finalmente conseguiu alcançar o status de potência regional após as Guerras dos Balcãs e o Tratado de Bucareste de 1913, mas menos de um ano depois, a Primeira Guerra Mundial começou, e a Romênia, após um período de neutralidade em que tanto as Potências Centrais quanto os Aliados tentaram persuadir a Romênia a se juntar a seus respectivos lados, eventualmente se juntou aos Aliados em 1916, depois de ter sido prometido terras húngaras habitadas pela Romênia. A razão oficial da Romênia para não se aliar à Tríplice Aliança quando a guerra começou era a mesma da Itália: a Tríplice Aliança era uma aliança defensiva, mas a Alemanha e a Áustria-Hungria haviam tomado a ofensiva.